# Корнеліс Схют
 Корнеліс Схют (нід. Cornelis Schut; хрещений 13 травня 1597, Антверпен — 29 квітня, 1655) — південнонідерландський художник XVII століття, представник фламандського бароко. Робив портрети, декоративні композиції, вівтарні картини для католицьких церков Фландрії та міста Кельн, міфологічні картини, займався графікою. Робив також картони для майстерень фламандських килимів.

## Життєпис
Народився в місті Антверпен. Був хрещений в церкві 13 травня 1597 року. Художню майстерність опановував в Антверпені ( його вважають учнем Абрахама Янссенса), а вже у 1618 році рахувався майстром в Гільдії Святого Луки міста. Аби удосконалити власну майстерність, відбув у Італію, де перебував у 1624–1627 рр., і де став одним з засновників товариства «Перелітні птахи», відомий під жартівливим прізвиськом «Хлібний мішок». Мав значний вплив на власну художню свідомість від представників римської Величної манери («maniera grande»), що уособлювали офіційну гілку римського бароко (П'єтро да Кортона, Гверчіно, Аннібалє Каррачі, особливо Доменікіно та Гвідо Рені). Корнеліс Схют — один з тих, хто перебуваючи в Римі, не підпав під впливи могутнього обдарування Караваджо і караваджизму. Серед покровителів художника в Римі — маркіз Вінченцо Джустініані, що збирав твори Корнеліса, та фламандський купець Пітер де Вісхер, в оселі якого в Фраскаті Схют виконав декоративні композиції.
Повернувся в Антверпен, де працював в руслі міжнародного і фламандського бароко, очоленого Пітером Паулем Рубенсом. Але нема відомостей, що він належав до його майстерні. Працював по замовам фламандських церков і церковних громад міста Кельн, робив фрески і вівтарні картини. Частка вівтарних творів митця була знищена під час бомбардувань міста Кельн в роки Другої світової війни.
Разом з Рубенсом та майстрами його антверпенської майстерні брав участь в створені тріумфальних декорацій для зустрічі іспанського намісника у Фландрії — кардинала-принца Фердинанда в місті Гент в 1635 році, де також працювали Теодор Ромбоутс, Гаспар де Краєр, Ян Стадіус тощо.
Знаючи, що той з Фландрії, 1628 року в місті Флоренція йому замовили картони для майстерні килимів князя Медичі. Робив він картони для гобеленів і на батьківщині, про що свідчить розкішний килим з алегоричними фігурами «Сім вільних мистецтв» ( Гент, варіант в Ермітажі, Санкт-Петербург).
Його племінник, відомий як Корнеліс Схют III (1629, Антверпен - 1685, Севілья) також був художником за фахом, що перебрався на працю з Антверпена в Іспанію.
Життєпис Корнеліса Схюта подав в своєму творі Арнольд Хоубракен.

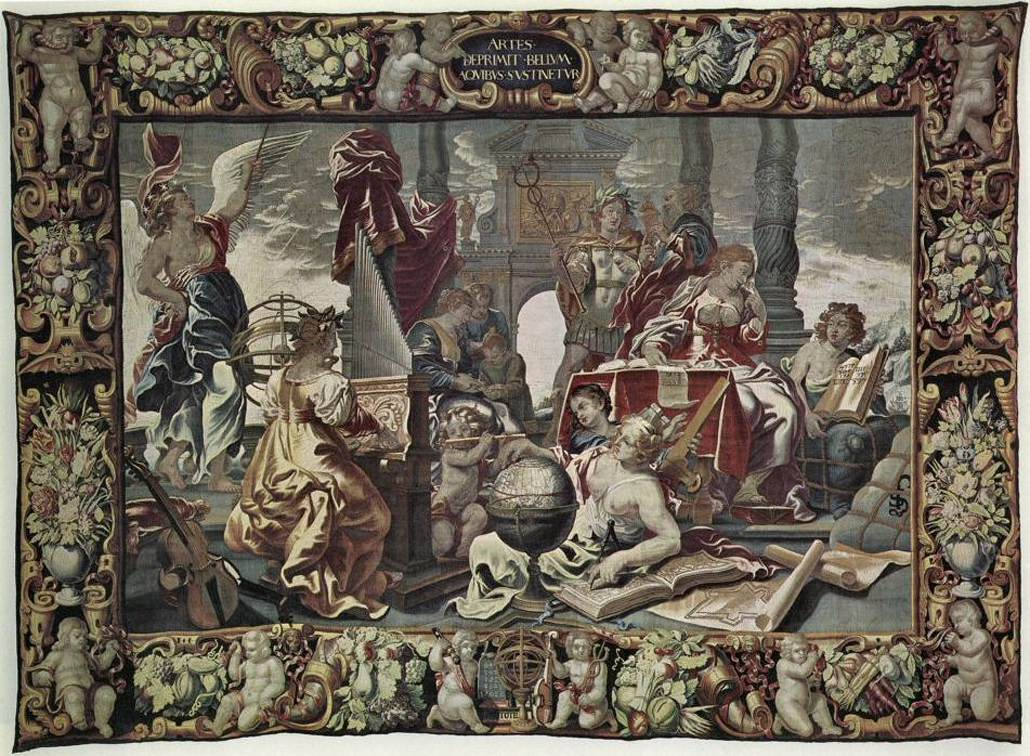
Гобелен Сім вільних мистецтв за картоном Корнеліса Схюта. Брюгге, варіант в Ермітажі.

## Вибрані твори
- «Поклоніння волхвів»
- «Сусанна і старці»
- «Мадонна з немовлям і Св. Анною»
- «Винищення немовлят»
- «Христа знімають з хреста»

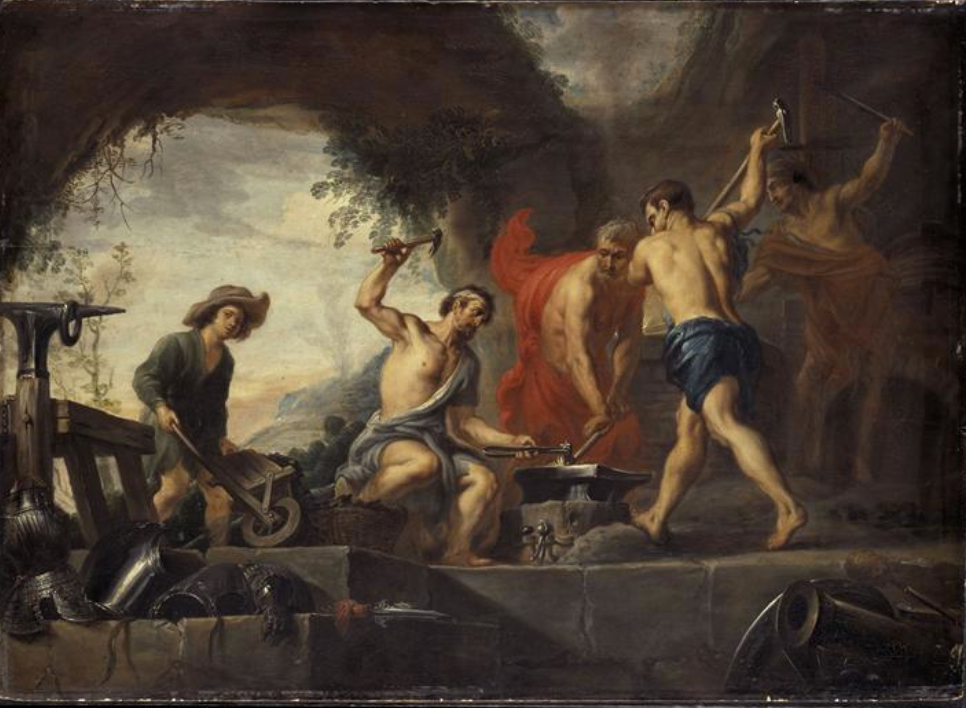
Корнеліс Схют. «Кузня бога Вулкана», Стара пінакотека, Мюнхен

- вівтар церкви Карла Борромео «Мадонна з немовлям і святими» або «Коронування Богородиці»
- «Викрадення Європи», Ермітаж, Санкт-Петербург
- «Христос та Іван Хреститель в гірлянді квітів»
- «Баталія при Нордлінгені»
- «Мучеництво Святого Гереона», Кельн
- «Поклоніння Богородиці», Кельн
- «Перетворення Савла в апостола Павла», Кельн

## Галерея

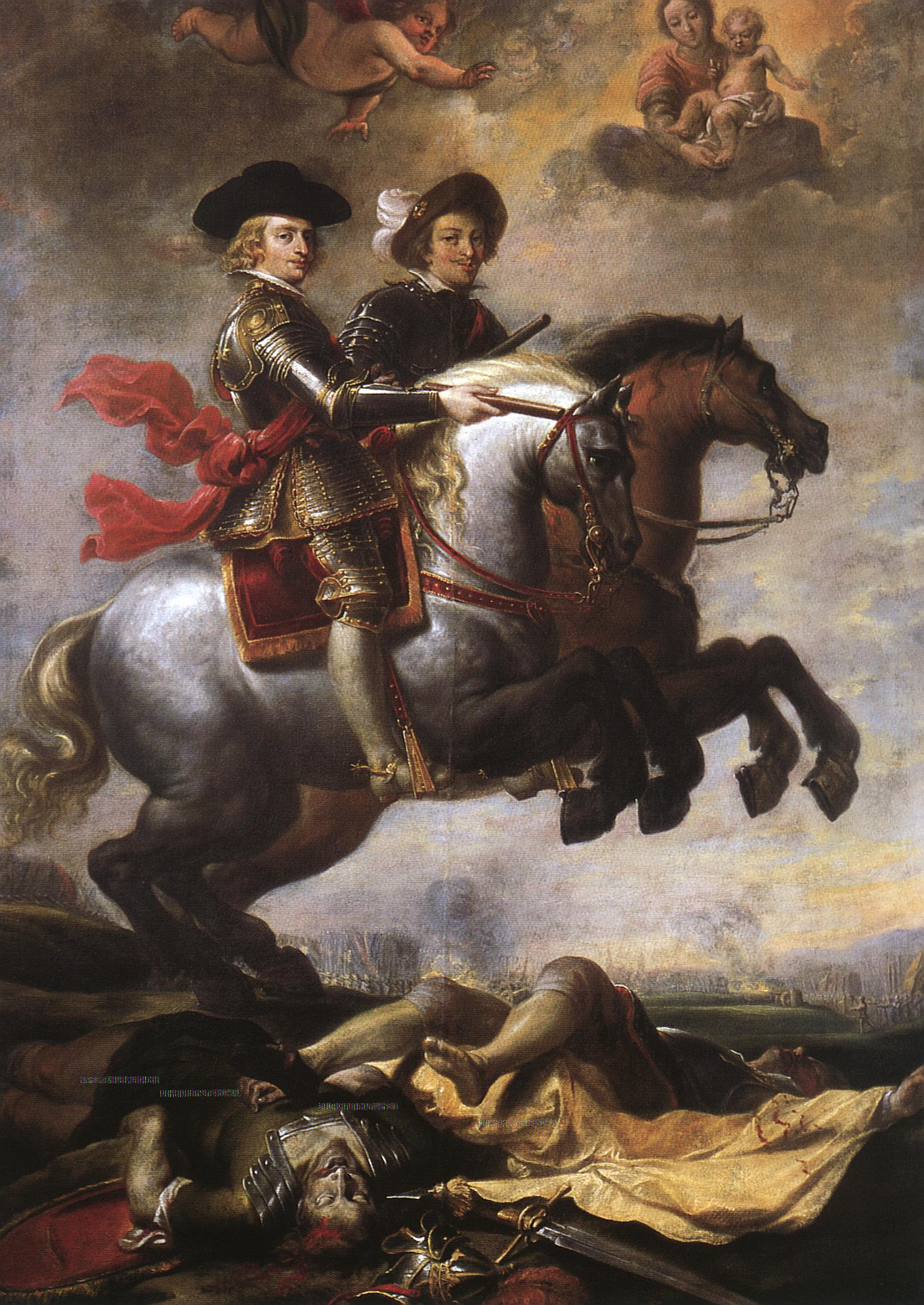
Корнеліс Схют. «Перемога іспанців в битві під Нордлингеном» (1635)
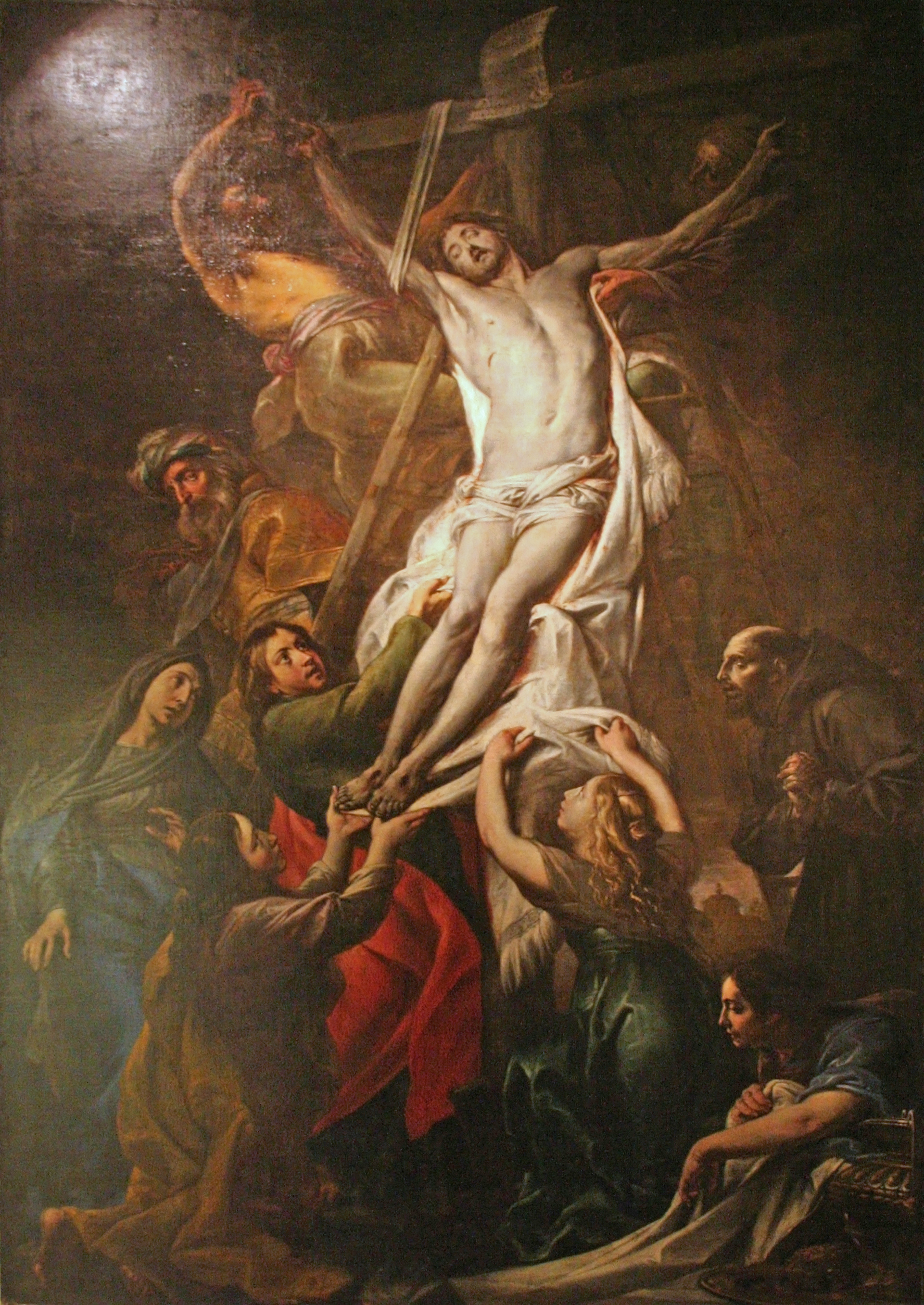
Корнеліс Схют. «Христа знімають з хреста» (бл. 1630)
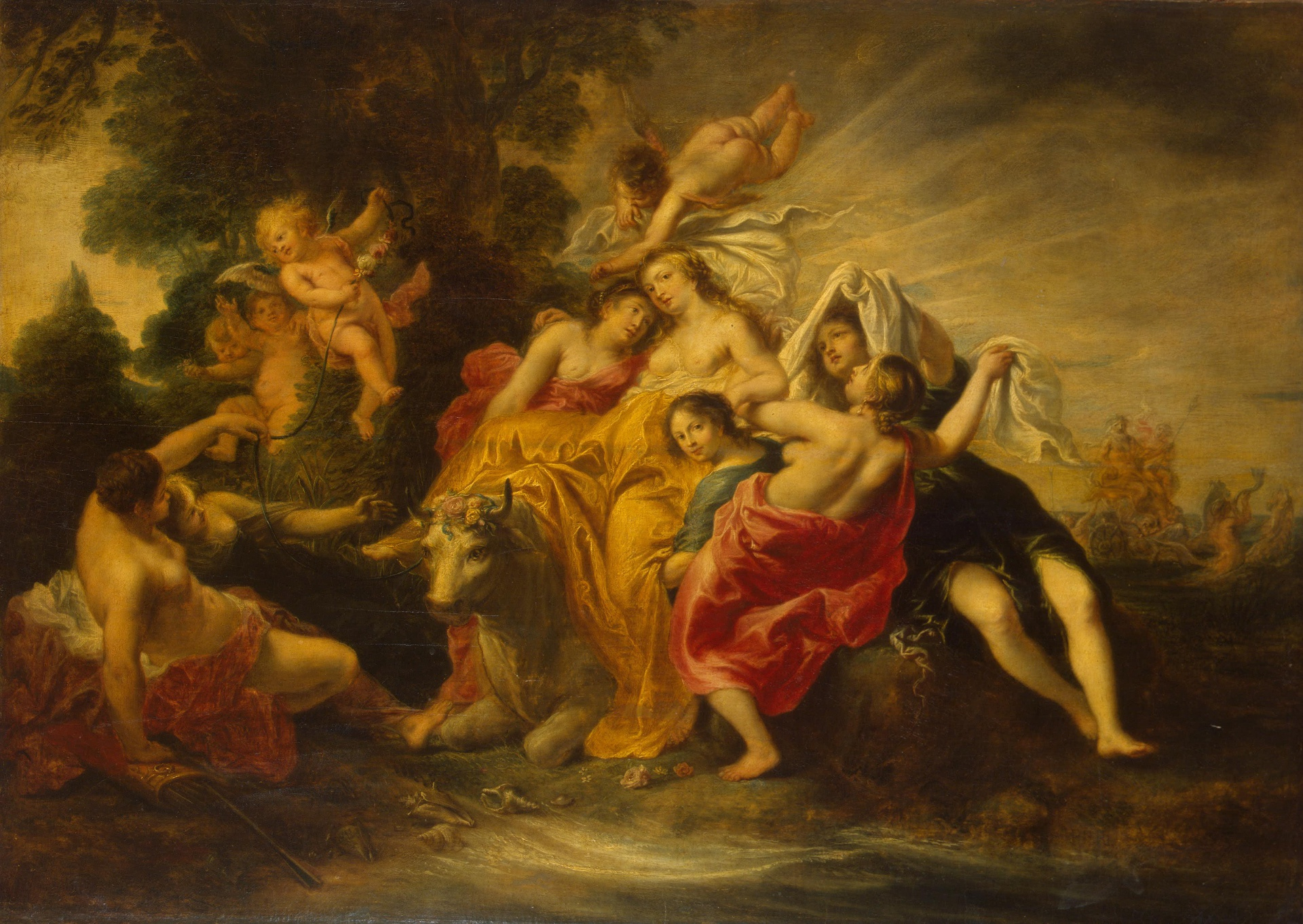
Корнеліс Схют. «Викрадення Європи» (між 1640 и 1642)
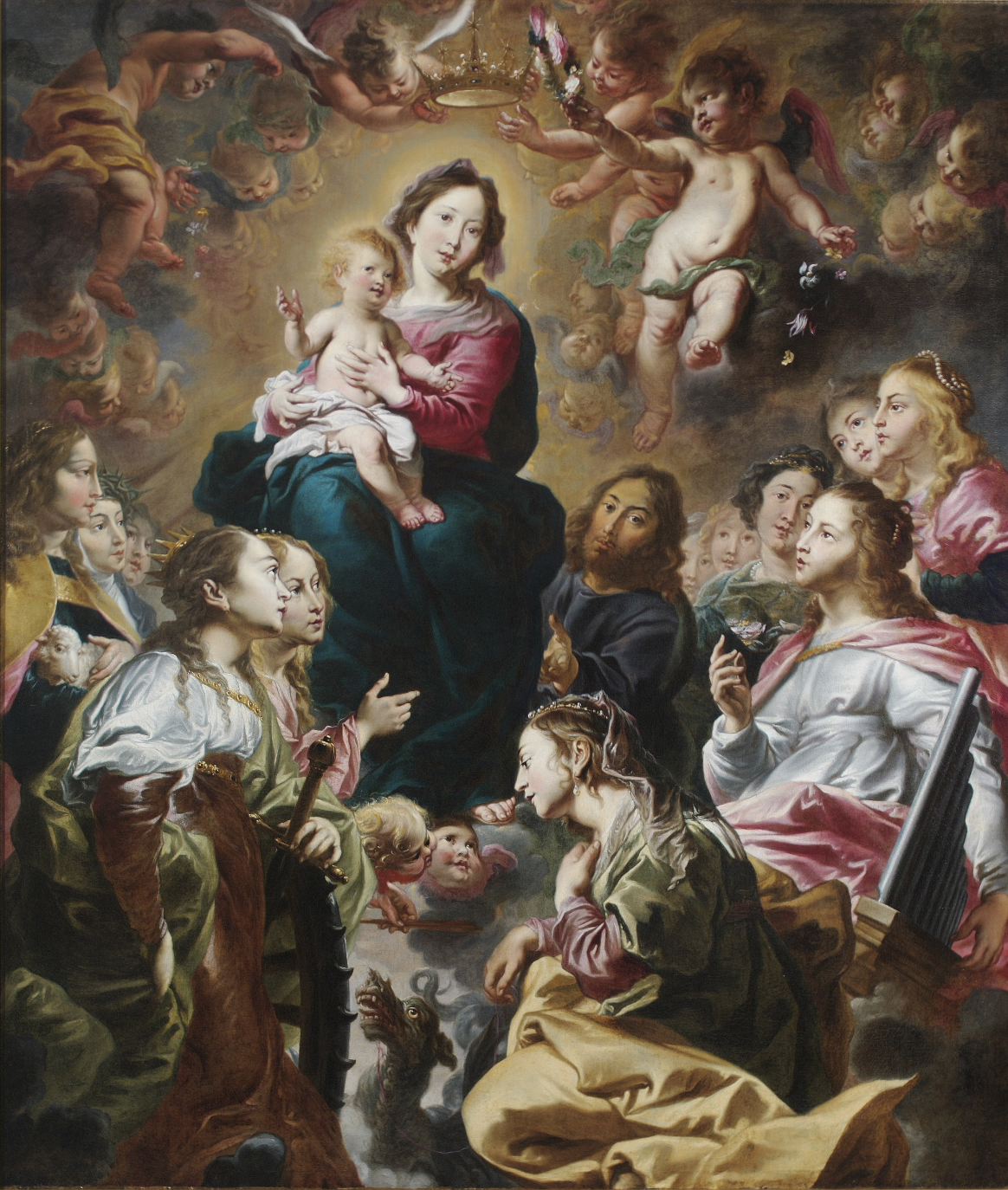
Корнеліс Схют. «Коронування Богородиці»
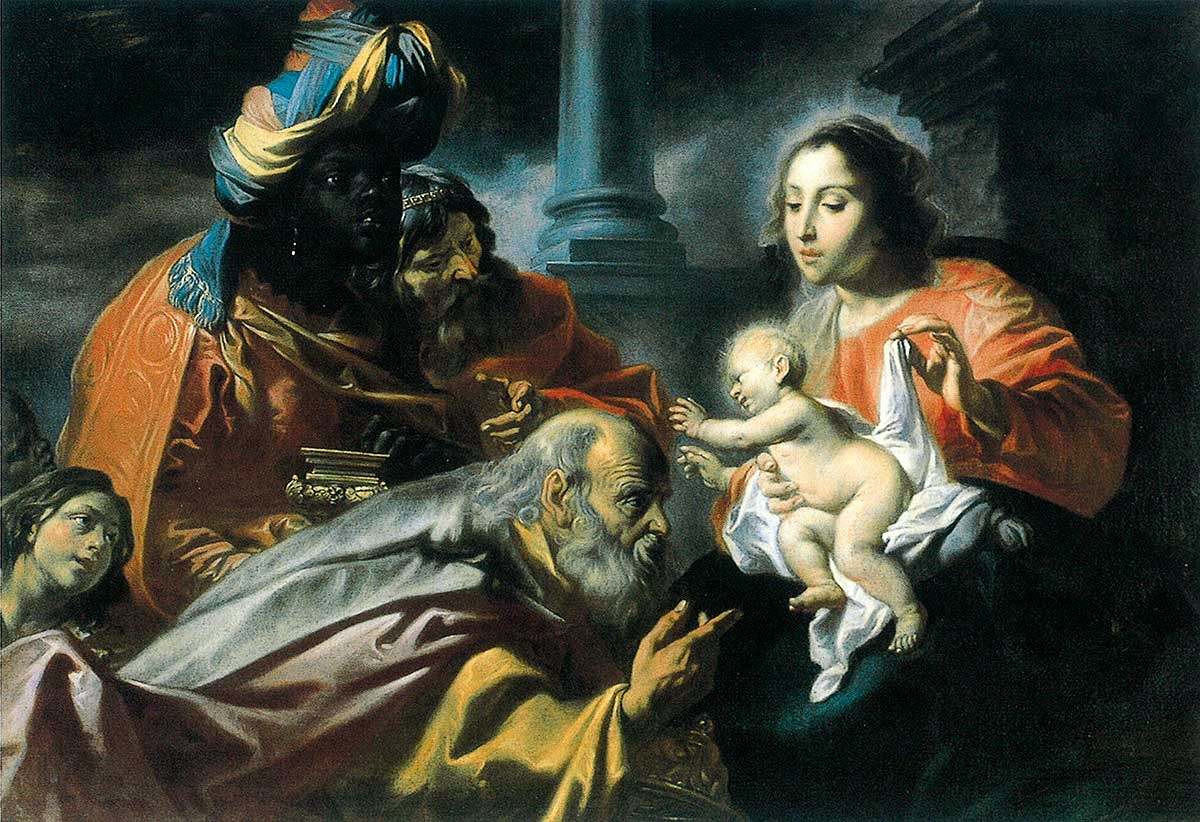
Корнеліс Схют. «Поклоніння волхвів», 1652 р.
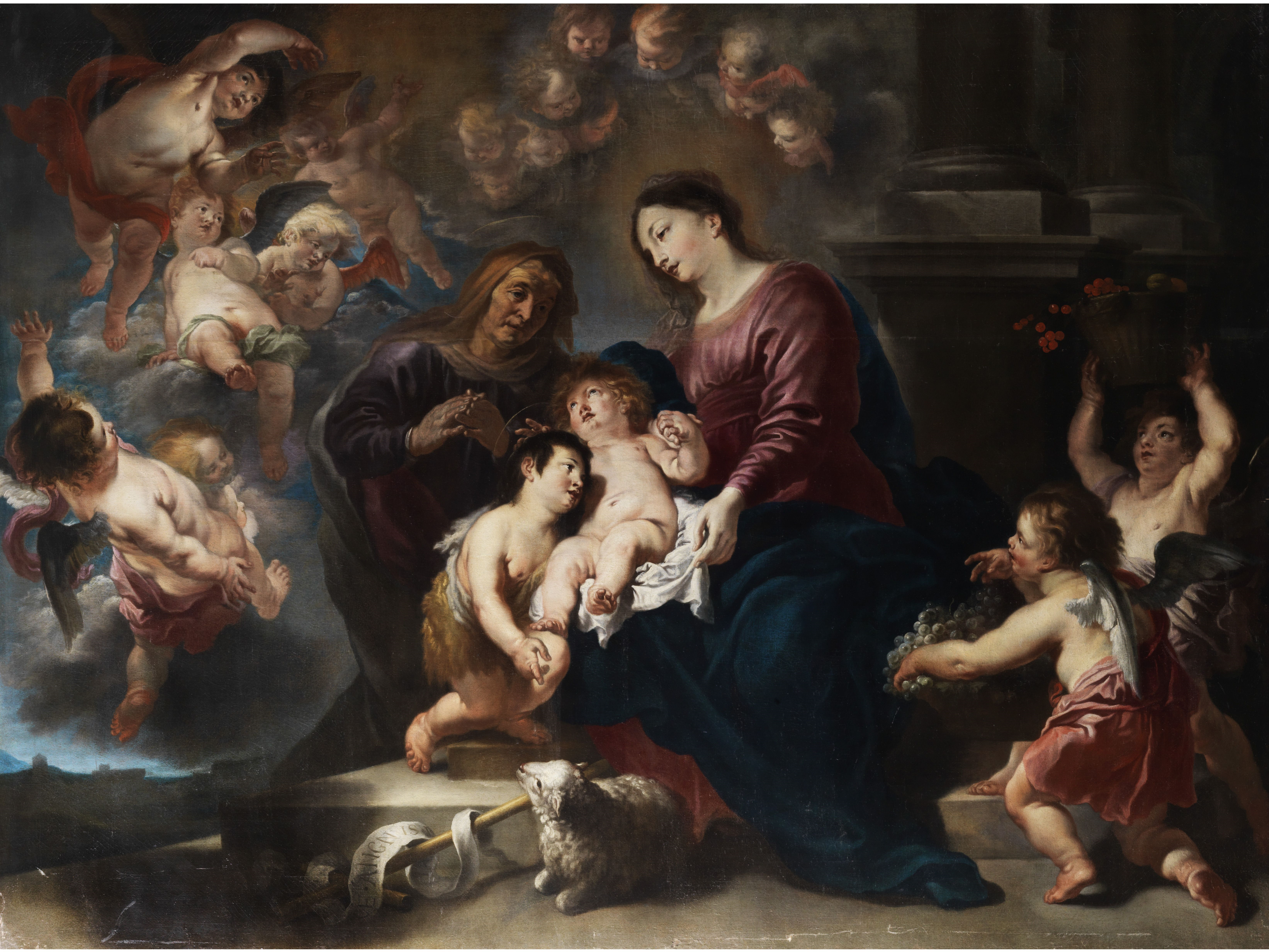
Корнеліс Схют. «Мадонна з немовлям і св. Анна»
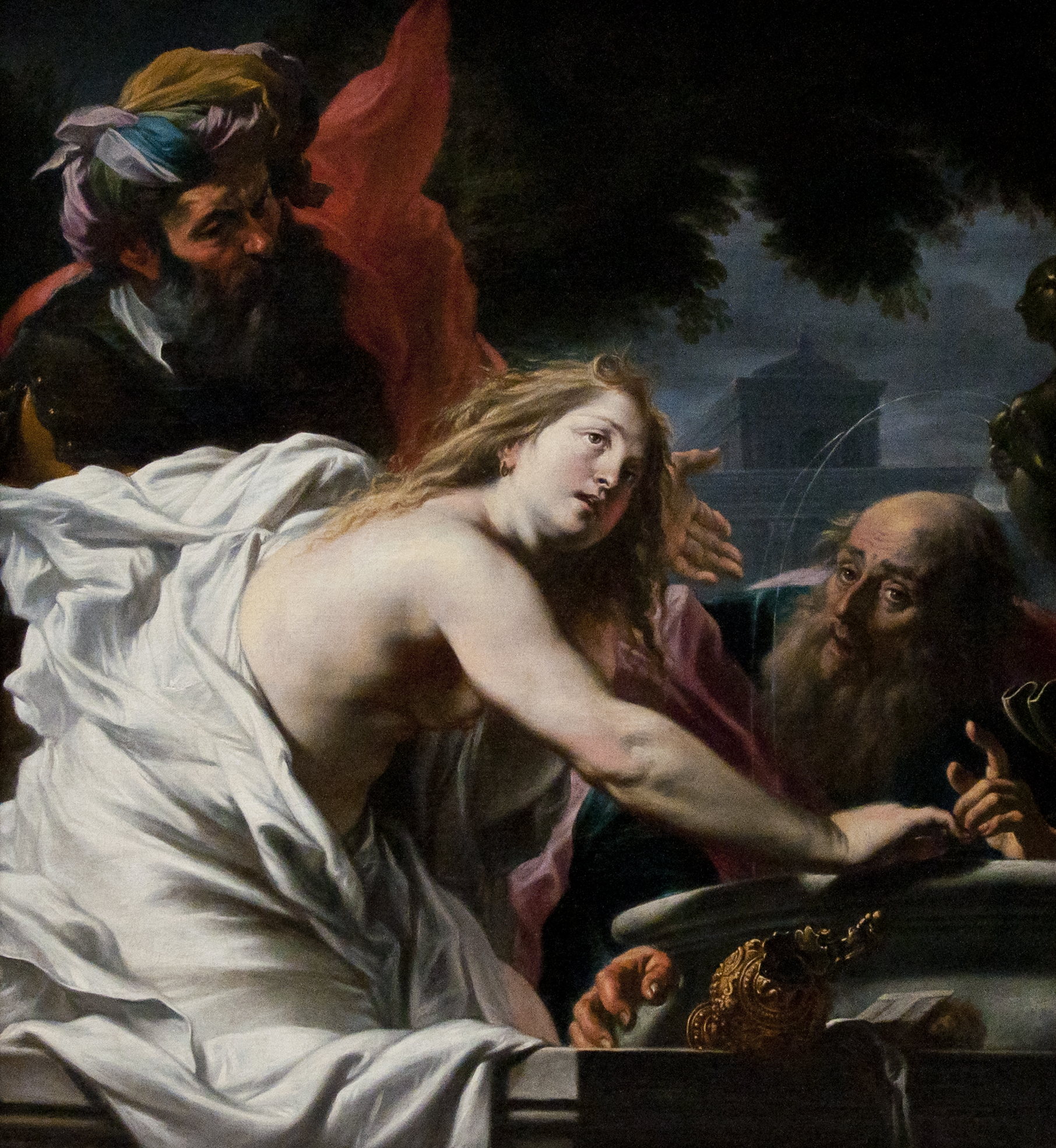
Корнеліс Схют. «Сусанна і старці»
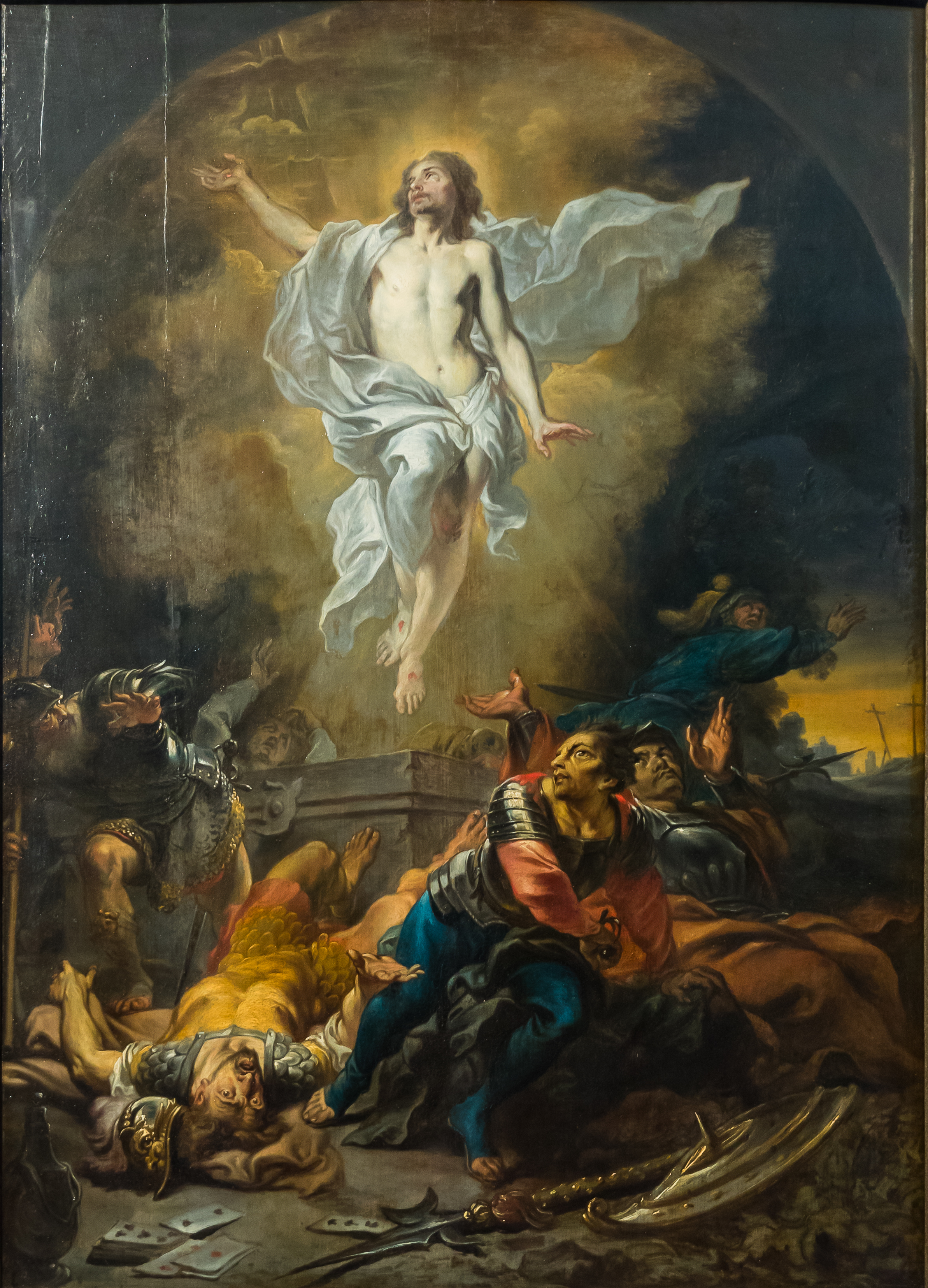
Корнеліс Схют. «Преображення Христа»